# Parafia św. Ojca Pio w Zdzieszowicach
Parafia Świętego Ojca Pio w Zdzieszowicach − rzymskokatolicka parafia dekanatu Leśnica. Została erygowana 23 września 2013 roku jako 399. parafia diecezji opolskiej. Jej proboszczem jest ks. Jan Pyka. Parafia liczy około 2000 mieszkańców. Mieści się przy ulicy Słowackiego.

## Historia
W 2007 roku rozpoczęto budowę kościoła parafialnego. 24 grudnia tego roku odbyła się tam pierwsza pasterka. 29 marca 2009 roku arcybiskup Alfons Nossol wmurował kamień węgielny. 23 sierpnia 2013 roku został zawieszony dzwon, natomiast miesiąc później − w dniu wspomnienia Ojca Pio − odbyła się uroczystość poświęcenia kościoła i erygowania nowej parafii, której przewodniczył biskup opolski Andrzej Czaja.

## Wspólnoty parafialne

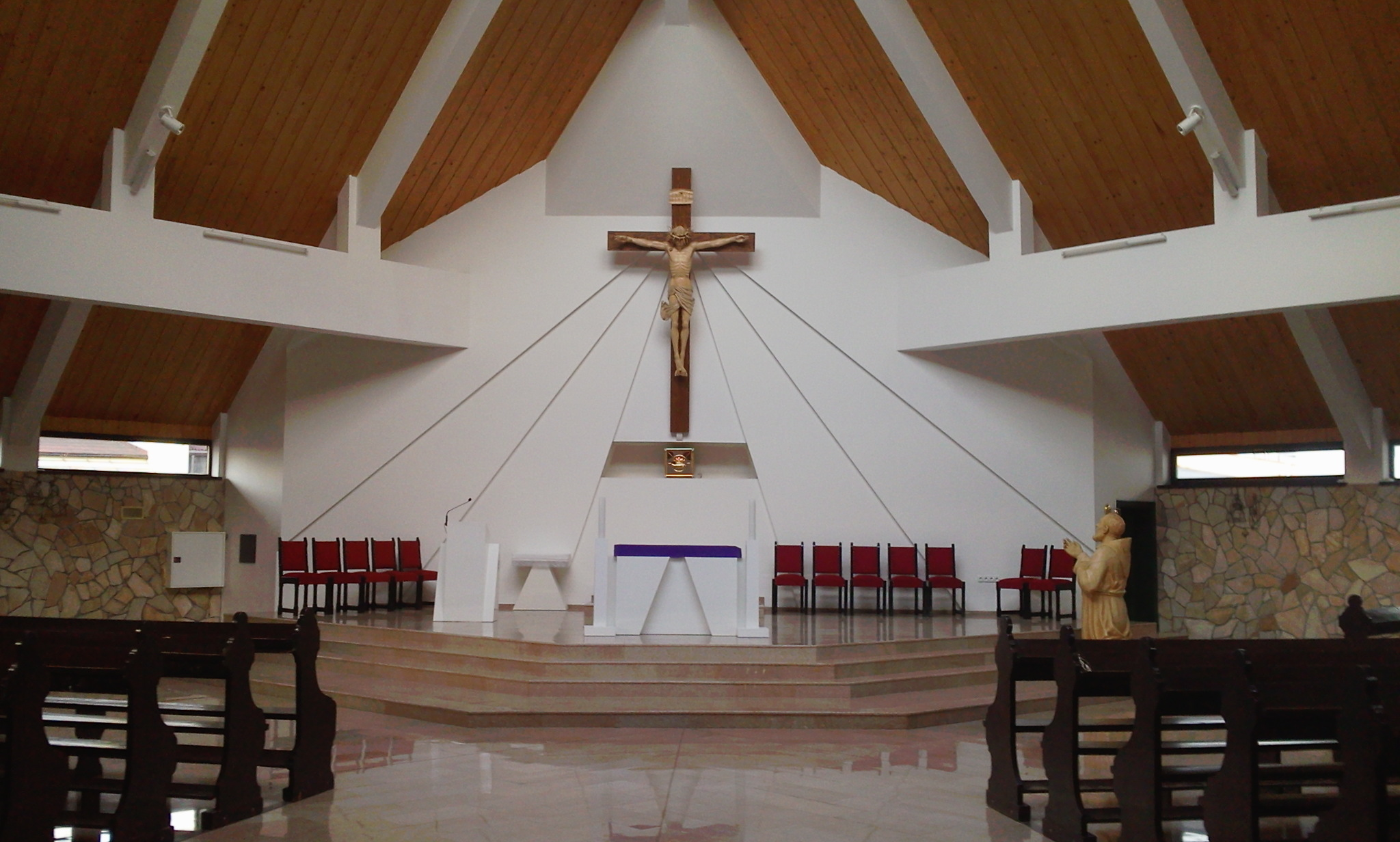
Wnętrze kościoła

- Służba liturgiczna,
- Dzieci Maryi,
- Grupa Modlitwy Ojca Pio,
- Żywy Różaniec,
- Parafialny Zespół Caritas,
- Rada Parafialna.